# Sisbert de Tolède
Sisbert (Sisberto (de Toledo) en espagnol) ou Sigisbert fut à la fin du VIIe siècle l'archevêque de Tolède, capitale du royaume wisigoth d'Espagne, sous le règne du roi Égica.

## Biographie
Probablement d'origine gothique, il succéda à l'archevêque Julien en 690.
Il complota peu après avec une partie de la noblesse –dirigée probablement par un certain Sunifred– contre le roi Égica qu'il projeta de le faire assassiner avec la complicité de Liubigotona, ex-belle-mère du roi, et quelques nobles : Frogellus, Thecla, Théodemir et Liuvila. Égica dut fuir la capitale tolédane et Sunifred fut couronné roi en 692. Quelques mois plus tard, en 693, lorsque Égica réussit à reprendre les choses en mains, Sisbert est défroqué, excommunié et condamné à l'exil lors du  XVIe Concile de Tolède (693).
Sisbert fut remplacé par Félix, archevêque de Séville qui fut lui remplacé à Séville par Faustinus de Braga.
La composition de trois ouvrages a été attribuée à Sisbert : deux poèmes rythmiques, le Lamentum poenitentiae et l’Exhortatio poenitendi, et un texte en prose, l'Oratio pro correptione uitae.